# Krzysztof Gardyna
Krzysztof Gardyna (28 listopada 1958 we Wrocławiu) – polski duchowny katolicki i himalaista.

## Biografia
Początkowo był studentem medycyny, później wstąpił do Seminarium Duchownego w Krakowie. Przygodę ze wspinaczką rozpoczął w 1984 roku. Na swoim koncie ma ponad 370 udanych wspinaczek m.in. w Tatrach, Alpach, Himalajach, Andach, Hindukuszu. Jest autorem 33 nowych dróg wspinaczkowych w Tatrach polskich i słowackich, Alpach i Himalajach. Od 1992 roku wspina się w górach wysokich.
Jest autorem zdjęć do książek: Moja ewangelia, moje góry, Mistyka Gór I, Mistyka Gór II.
Obecnie jest administratorem parafii Cieszyn-Krasna.

## Wyprawy
- 1992: Pamir, zdobycie szczytu Szczyt Lenina
- 1993: Tienszan, nieudana próba osiągnięcia Chan Tengri
- 1994: Himalaje Lahul - wyprawa zdobyła dziewiczy KR-8.
- 1995: masyw Mount Kenya w Afryce Wschodniej
- 1996: Himalaje Garhwalu - nowa droga na dolnej części zachodniej ściany Trisula.
- 1997: Karakorum, zdobycie Gaszerbrum II i odprawienie Mszy Świętej na wysokości 8035 m n.p.m.
- 1998: 
  - Andy argentyńskie, nieudana próba zdobycia szczytu Aconcagua
  - Himalaje Lahul, zdobycie dziewiczego Urusvati
  - Himalaje Nepalu, wspinaczka na Makalu
- 1999: 
  - Meksyk, wulkan Pico de Orizaba
  - Alaska, m.in. Denali (McKinley)
  - Oceania, m.in. Ngga Pulu, Piramida Carstensza
- 2000: 
  - Andy argentyńskie i chilijskie, zdobycie Ojos del Salado i Aconcagua[1]
  - Atlas Wysoki, wejście na Dżabal Tubkal
  - Afryka, zdobycie jej dwóch najwyższych szczytów, Mount Kenya i Kilimanjaro
- 2001:
  - Andy argentyńskie i chilijskie, zdobycie szczytu Marmolejo i Nevado Pissis
  - Kaukaz - Elbrus i wspinaczki w dolinie Bezingi.
- 2002:
  - Australia - 3 najwyższe wierzchołki w Górach Śnieżnych
  - Himalaje Lahul - 2 dziewicze pięciotysięczniki
  - Andy ekwadorskie - Cotopaxi i Chimorazo
- 2004:
  - Góry Ruwenzori w Ugandzie - wejście na Margheritę
  - Andy peruwiańskie - Chachani
- 2005:
  - Armenia: Aragats
- 2006:
  - Iran: Demawend
- 2007:
  - Wyprawa do źródeł Amazonki i wejście na Nevado Mismi
  - Andy boliwijskie - wejście na Sajamę
- 2008:
  - Mauna Kea na Hawajach
  - Andy boliwijskie i peruwiańskie: Parinacota i Coropuna
- 2009:
  - Pamir chiński - pierwsze polskie wejście na Koskulak
- 2010:
  - Andy boliwijskie i peruwiańskie - Acotango, Huayna Potosi, Ampato.
- 2011:
  - Afgański Hindukusz, wejście na Noszak
- 2012:
  - Andy chilijskie i boliwijskie - Guallatiri, Illimani